# The Moody Blues
The Moody Blues — британская рок-группа, образованная в Бирмингеме в 1964 году, ставшая одним из основателей прогрессивного рока, одна из старейших рок-групп в мире.
В «классический» состав Moody Blues (1967—1977 годы) входили Майк Пиндер (клавишные, вокал), Рэй Томас (вокал, флейта), Грэм Эдж (перкуссия), Джон Лодж (бас, вокал) и Джастин Хейворд (гитара, вокал). В 2003 году группа в составе трио (Хейворд — Лодж — Эдж) выпустила свой последний студийный альбом December. После этого музыканты продолжали давать концерты, собирая полные залы, до 2018 года.
В числе наиболее известных песен Moody Blues — «Nights in White Satin», «Legend of a Mind», «Dear Diary», «Lovely to See You», «Question», «For My Lady», «Steppin' in the Slide Zone», «Your Wildest Dreams», «I Know You Out There Somewhere» и др.

## История
Историю группы можно условно разделить на несколько этапов.

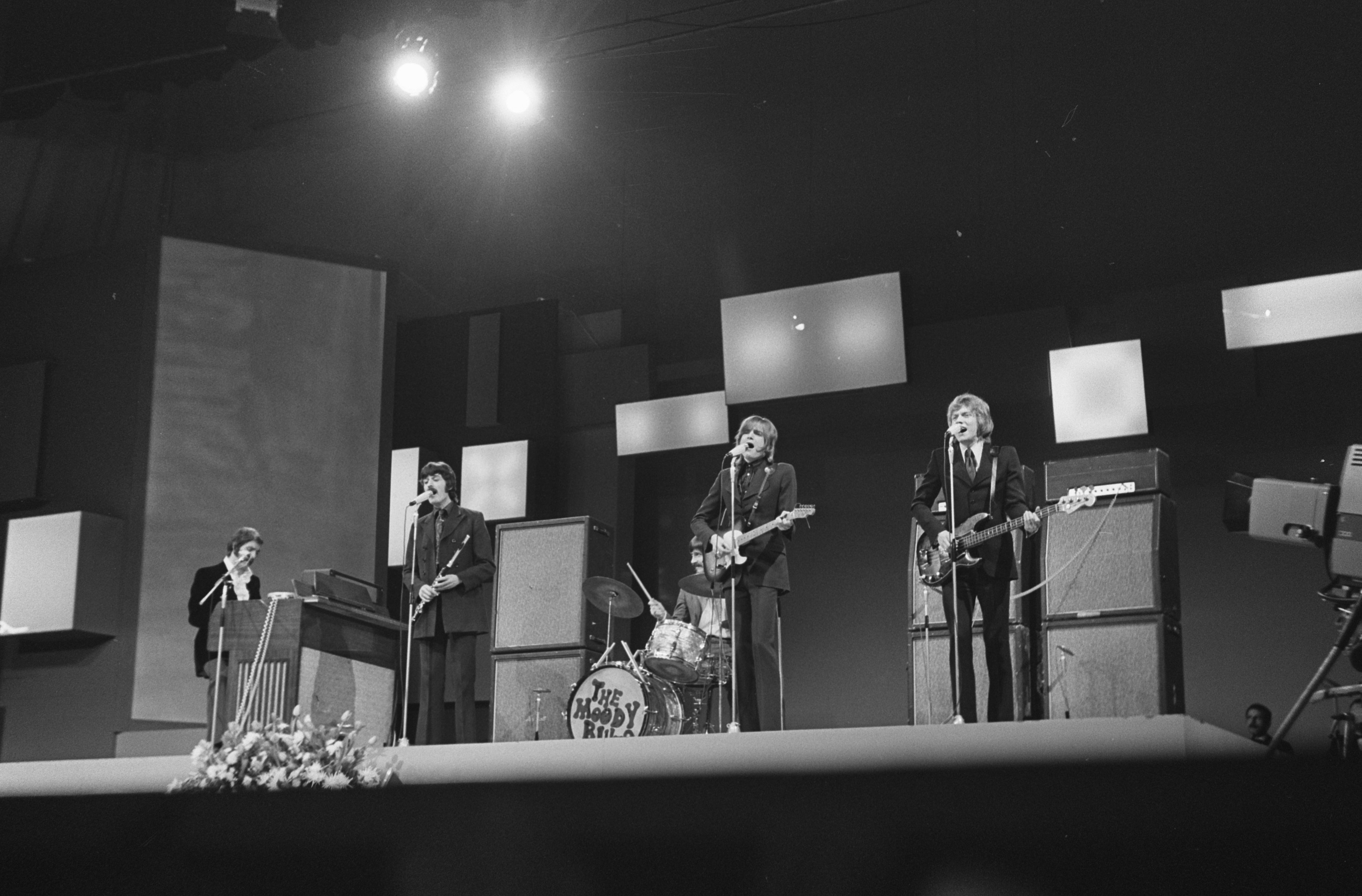
The Moody Blues (1969)

### 1964—1966
Первый этап — с 1964 по 1966/1967 гг., когда группа играла жёсткий ритм-энд-блюз. В состав группы тогда входили: Денни Лэйн (вокал, гитара, гармоника), Майк Пиндер (клавишные), Рэй Томас (вокал, флейта, гармоника), Клинт Уорик (бас-гитара) и Грэм Эдж (ударные). В этот период группа, много выступавшая в лондонских клубах, добилась своего первого успеха после участия в британском телешоу «Ready Steady Go!», благодаря чему смогла заключить выгодный контракт с фирмой «Decca».
Спустя некоторое время вышел сингл с кавер-версией песни «Go Now» американской соул-певицы Бесси Бэнкс, занявший первое место в британском хит-параде и попавший в американский ТОР-10. Затем выходит дебютный альбом The Magnificent Moodies, объединивший ритм-энд-блюз и «белый блюз», восторженно встреченный критикой и слушателями. Кроме уже упоминавшейся кавер-версии «Go Now», в альбоме, помимо песен собственного сочинения, были представлены каверы песен «I’ll Go Crazy» Джеймса Брауна и «Bye Bye Bird» Уильямсона и Диксона. Так у корифеев The Animals и The Rolling Stones появился достойный преемник и конкурент.

### 1967—1974
Второй, наиболее значительный этап в истории группы начался с ухода в 1966 г. Лэйна и Уорика и прихода на их место Хейворда (гитара, вокал) и Лоджа (бас-гитара, вокал). Так был сформирован «классический» состав The Moody Blues: Джастин Хейворд, Джон Лодж, Майк Пиндер, Рэй Томас, Грэм Эдж. Продюсером группы на долгие годы стал Тони Кларк. После этого последовал переход группы на «Deram», дочернюю фирму лейбла «Decca».
В ноябре 1967 года группа в новом составе выпустила сингл «Nights in White Satin». В конце 1967 года песня заняла 19-е место в британских чартах, а в 1972 году, будучи переизданной в оригинальной, оркестрованной версии, поднялась до 2-го места в Billboard Hot 100 и 9-го — в Британии.
Вслед за этим в декабре 1967 года группы выпустила альбом Days of Future Passed, который сразу же принёс группе известность и поднялся до #27 в UK Albums Chart в 1967 и до #3 в Billboard 200 в 1972 году.
Музыка этого альбома кардинально отличалась от той, что была в дебютной работе. Теперь группа исполняла психоделический рок с элементами прогрессивного рока. Некоторые критики называют Days of Future Passed одним из первых альбомов прогрессивного рока. В то же время музыканты начали увлекаться культурой хиппи, трансцендентальной медитацией и галлюциногенами, что нашло отражение в следующих альбомах группы.
Следующий альбом In Search of the Lost Chord был выпущен в июле 1968 года и занял достаточно высокие позиции в чартах: в Великобритании в пятёрку лучших альбомов, а в Германии и США в тридцатку. По итогам продаж пластинка получила золотой статус в США, и платиновый в Канаде.
На этой записи сформировалось фирменное звучание группы, построенное вокруг меллотрона. Альбом написан под влиянием восточной музыки, в частности, музыки Хиндустани. Тематика песен альбома затрагивает такие темы, как духовное развитие человека, его стремление к поискам и открытиям.
С этого времени за группой и начала закрепляться слава первооткрывателей прогрессив-рока, хотя в это же время музыканты активно и удачно экспериментируют с психоделикой и арт-роком, пытаясь донести их усложнённую музыкальную структуру до простого слушателя.
В следующем, 1969 году группа выпустила сразу два альбома: On the Threshold of a Dream и To Our Children's Children's Children, в музыкальном отношении продолжившими «психоделическую» линию предыдущего и получившими положительные отзывы критики. On the Threshold of a Dream — один из самых успешных альбомов за всё время существования группы, он достиг позиции #1 в Великобритании и вошёл в «Top 20» в США,
получил множество положительных отзывов и был включён в различные списки лучших альбомов прогрессивного рока. В том же году группа создала свой собственный лейбл, названный Threshold Records в честь только что вышедшего альбома, на нём были изданы несколько последующих альбомов.
В 1970 году The Moody Blues выступили на музыкальном фестивале «Isle of Wight», собравшем более 700 000 зрителей. Выпущенный в том же году альбом A Question of Balance, в котором группа попыталась несколько изменить своё звучание, отойдя от «психоделики» в сторону более жёсткого рока, также оказался коммерчески успешным. Два следующих года также оказались весьма удачными — вышли два новых альбома: Every Good Boy Deserves Favour (1971 год, позиции #1 и #2 в чартах Великобритании и США, соответственно) и Seventh Sojourn (1972 год, позиции #5 и #1 в чартах Великобритании и США, соответственно). Запись последнего альбома далась довольно трудно, и участники группы чувствовали себя измученными. Поэтому весной 1974 года, после завершения большого мирового турне, которое завершилось в Азии, группа решила сделать перерыв, который продолжился до 1977 года. В этот период было издано несколько альбомов-сборников и сделанных ранее концертных записей, некоторые участники занимались сольной деятельностью (так, например, в 1975 году Хейворд и Лодж выпустили довольно успешный альбом Blue Jays).

### После 1977
Группа собралась снова в 1977 году, и летом следующего года выпустила свой девятый студийный альбом Octave, который музыкальный критик Брюс Эдер охарактеризовал как «достаточно проблематичный». Этот альбом стал последним, в записи которого участвовал клавишник Майк Пиндер. По семейным причинам он покинул группу, ему на смену пришёл Патрик Мораз из Yes, с которым были записаны несколько последующих альбомов.
В течение двух десятилетий (1980-е и 1990-е годы) The Moody Blues записали шесть студийных альбомов, состав группы при этом оставался почти неизменным, его костяк составляли четыре участника «классического» периода: Джастин Хейворд, Джон Лодж, Рэй Томас, Грэм Эдж. Наиболее успешной из работ этого периода оказался альбом The Other Side of Life, содержащий один из новых хитов группы — композицию «Your Wildest Dreams», которая (как и «Nights in White Satin» в 1972 году) попала в список Top-10 в США. Последним альбомом прошлого века является Strange Times, выпущенный в августе 1999 года.
В новом тысячелетии The Moody Blues сократили свой график гастролей. В конце 2002 года группу покинул Рэй Томас, и она превратилась в трио (Хейворд, Лодж, Эдж). В этом составе осенью 2003 года группа выпустила свой последний студийный альбом December. December стал первым альбомом группы (не считая The Magnificent Moodies), содержащим кавер-версии композиций других авторов. Всего таких кавер-версий четыре, включая «White Christmas» Ирвинга Берлина и «Happy Xmas (War Is Over)» Джона Леннона и Йоко Оно. После этого группа продолжала гастролировать вплоть до 2018 года. В 2018 году включена в Зал славы рок-н-ролла.

## Состав
- Грэм Эдж — ударные (1964—2018; умер в 2021 году)
- Джастин Хейворд — вокал, гитара (1966—2018)
- Джон Лодж — бас-гитара, вокал (1966—2018)
- Рэй Томас — флейта, перкуссия, губная гармоника, вокал (1964—2002; умер в 2018 году)
- Майк Пиндер — клавишные, вокал (1964—1978; умер в 2024 году)
- Денни Лэйн — гитара, вокал (1964—1966; умер в 2023 году)
- Клинт Уорик — бас-гитара, вокал (1964—1966; умер в 2002 году)
- Родни Кларк — бас-гитара, вокал (1966)
- Патрик Мораз — клавишные (1978—1990)

Временная шкала

## Дискография
Студийные альбомы
- The Magnificent Moodies (1965)
- Days of Future Passed (1967)
- In Search of the Lost Chord (1968)
- On the Threshold of a Dream (1969)
- To Our Children's Children's Children (1969)
- A Question of Balance (1970)
- Every Good Boy Deserves Favour (1971)
- Seventh Sojourn (1972)
- Octave  (1978)
- Long Distance Voyager (1981)
- The Present (1983)
- The Other Side of Life (1986)
- Sur la Mer (1988)
- Keys of the Kingdom (1991)
- Strange Times (1999)
- December (2003)

Концертные альбомы и сборники
- This Is The Moody Blues (2 LP, сборник) (1974)
- Caught Live + 5 (1977)
- Prelude (сборник) (1987)
- Live at Montreux (1991)
- A Night at Red Rocks (1992) Live at Colorado
- Hall of Fame. Live at the Royal Albert Hall (2000)
- Lovely to See You Again (концерт 2CD) (2005)